# Indijska rupija
Indijska rupija (ISO 4217: INR) je službeno sredstvo plaćanja u Indiji, a kao paralelno sredstvo plaćanja koristi se u Butanu i Nepalu. Dijeli se na sto podjedinica koje se zovu paise. Riječ rupija dolazi od sanskrtske riječi रौप्य (raupya), što znači srebro ili srebrno. 
Kovanice koje izdaje Banka Indije iskovane su u sljedećim apoenima: 1, 2, 5, 10, 20, 25 i 50 paisa, te 1, 2, 5 i 10 rupija. Od 30. lipnja 2011., kovanice manje od 50 paisa prestale su biti legalno sredstvo plaćanja zbog njihove izrazito male vrijednosti.
Novčanice rupija koje su puštene u optjecaj su: 1, 2, 5, 10, 20, 50, 100, 500 i 1000 rupija. Na prednjoj strani novčanica od 5 do 1000 rupija je lik Mahatme Gandija. Svaka novčanica ima vrijednost ispisanu na 15 od 22 službena jezika u Indiji: asamski, bengalski, gudžarati, kanada jezik, kašmirski, konkani, malajalam jezik, marathi, nepalski, oriya, pandžabi, sanskrt, tamilski, telugu i urdu.